# Бисерна пећина
Бисерна пећина се налази у југоисточној Србији, на левој обали Топоничке реке, у непосредној близини бање Топило, на 25 км од Ниша.

## Одлике
Ова пећина до сада није истражена, највише због тога што је 80-их година, за потребе Моравског водовода била каптирана, а улаз у пећину је био зазидан.
Откако је водовод ван употребе, од пре неколико година, улаз је поново отворен, али до сад нису рађена никаква истраживања.
Оно што се зна је да пећина у почетном делу има неколико већих дворана са језерима.
У пећини је пре затварања пронађена подврста слепог, нижег рачића Trisconiscus bononiensis, подврста која је настала у овој пећини која не постоји нигде више у свету, али није познато да ли је због затварања пећине успела да преживи.